# 内阁大学士
內閣大學士，官名，明代為正五品，包括中極殿大學士（舊名華蓋殿大學士）、建極殿大學士（舊名謹身殿大學士）、文華殿大學士、武英殿大學士、文淵閣大學士、東閣大學士。主要職責包括票擬批答、上傳下達等。 
清初，曾設置內三院大學士，後改為內閣大學士，品級和員額屢經變遷，雍正八年以後均為正一品，乾隆十三年以後定為“三殿三閣”。此外，還有“協辦大學士”。由於軍機處的設置等因素，內閣大學士的權力有所削弱。清末新政時，改設內閣總理大臣及內閣協理大臣，大學士改在翰林院排列班次。

## 首輔
首輔，即內閣中位列第一的輔臣。在明代，“首輔”是對內閣大學士（少數以翰林學士入直內閣）中位居第一者的尊稱，與內閣“次輔”、“羣輔”相對，一説大致產生於明英宗天順年間，始自李賢；另有從明仁宗時大學士初兼師保之官的楊士奇起算、從明成祖創建內閣時起算、從明世宗在位期間起算等説法。

### 首輔職權
在明代，一般而言，內閣首輔指大學士中入閣最早、資歷最深、加官最高者，而此人通常又最受皇帝信任，擁有相對重要的職權、地位。
- 其一，票擬權。票擬權起初並非由內閣輔臣獨享，更不為首席內閣大學士壟斷。但後來，票擬權逐漸專歸於內閣，在內閣之中又由內閣首輔執筆主稿，首輔委託則其他閣臣可以執筆。嘉靖以後，首輔趨於專斷票擬，不僅主稿，而且不容其他閣臣置喙。一方面，首輔極力維護其“主票擬”的地位；另一方面，其他閣臣一旦受命與首輔共主票擬，則意味着他將取而代之。此後，首輔對票擬權的主掌，在天啓、崇禎年間先後受到過魏廣微和倪元珙上書的衝擊，但大體維持了下來。
- 其二，對六部的影響力。嚴嵩、張居正等內閣首輔在事實上控制了六部，張居正還試圖通過“考成法”使這種控制正規化。
- 其三，位次。隨着地位的提升，閣臣常擁有各部尚書的兼銜，雖起初與六部的實任尚書仍不可同日而語，但其後則慢慢反超，科舉讀卷時的次第反映出了這種微妙的變化，朝會位次亦然。此外，自李賢以後，內閣首輔的加官都在正二品及以上。概括而言，內閣首輔一般官以“少師太子太師兼吏部尚書”位列文臣之首，但不絕對。

此外，內閣首輔（包括早期的首席內閣大學士）也有在內閣書寫詔旨、奏議朝政、封駁帝命、保薦人才、輔導太子、主持修書、外出督師等職權，在集體奏議等情形下具領銜地位。也有學者就其中的封駁帝命，討論內閣首輔是否具有專屬的“封還執奏”權，不過學界一般把“封還執奏”視作內閣整體的權力。還有學者探討內閣首輔在黨爭過程中運用的司法權。

## 引用
1. ↑  張帆．中國古代簡史．北京：北京大學出版社
2. ↑  中国历代职官词典
3. ↑  (票擬)方誌遠. 明代內閣的票擬製度[J]. 江西師範大學學報(哲學社會科學版)
4. ↑  張帆．中國古代簡史．北京：北京大學出版社